# Клемен Піск
Клемен Піск (словен. Klemen Pisk; нар. 31 липня 1973, Крань) — сучасний словенський поет, письменник, перекладач і музикант. Живе та працює у Вільнюсі, столиці Литви.

## Літературна діяльність
У 1998 році була видана його перша книга, цикл поем, під назвою «Labas Vakaras» («Добрий вечір»), яку в Словенії номінували на звання «Книга року». Найпопулярніша поема в цій книзі — «Відлюдник і Вовк»:
Намалювавши лінію на піску, самітник промовив: «За цю лінію не можна виходити».

Тоді він намалював коло і сказав: «Залишся у колі.

Можеш вийти за нього, однак не за цю лінію».

Потім здійнявся шторм, і лінія зникла.

А вовк стояв у колі.

Холод і дощ його виснажили, але він і не ворухнувся.

Він і не здогадувався про те, що лінія з піску вже зникла.

(переклад Інесси Бориско)
Друга поетична збірка «Visoko in nagubano praočelo» («Висока і зморщена першооснова») була опублікована у 2000 р., а «Mojster v spovednici» («Майстер у сповідальні») — у 2002 р.
Остання книга Клемена Піска — «Pihalec» («Сурмар») — являє собою збірку коротких гумористичних оповідань, опубліковану найповажнішим словенським видавництвом «Nova revija». У головному оповіданні йдеться про конфлікт між музикантами та Янком, солістом оркестру. Янко, якого викинули з оркестра, продовжує імпровізувати та зустрічає одного поважного бізнесмена, що пропонує йому добре оплачувану роботу. Врешті-решт сурмар-невдаха стає успішним склодувом.
Клемен Піск володіє кількома іноземними мовами, тому також займається перекладанням польських та литовських творів. Він переклав з польської драми папи Івана Павла II та його «Roman Triptych», новелу Єжи Пілха "Готель «Сильний янгол» та твори таких авторів як Славомір Мрожек, Станіслав Бараньчак, Януш Рудницький, Даріуш Бітнер, Стефан Хвін, Анджей Стасюк. Він був перекладачем і редактором антологій литовських оповідань та новели Сігітаса Парулскіса «Trys sekundės dangaus» («Три секунди раю»). Піск також редагував збірку вибраних творів поета Чеслава Мілоша «Zvonovi pozimi» («Зимові дзвони»).
Також Клемен Піск відомий як літературний критик. Він написав багато статей для «Delo», найбільшої щоденної газети Словенії, та для «Радіо Словенія». У 2004 р. ці статті увійшли до антології літературної критики «Stihi pod nadzorom» («Вірші під наглядом»).
Поезія і проза Клемена Піска перекладена багатьма мовами і видається в Словенії, Австрії, Боснії, Чехії, Литві, Польщі і Фінляндії.

## Музична діяльність
Музика грає важливу роль у житті Клемена Піска. Він фактично є музикантом-самоучкою, адже ніколи не вчився у музичній школі. Тому він ніколи не читає нот та грає тільки на слух. Він грає не тільки на приватних вечірках, але й разом з чудовими джазовими музикантами, які поважають хист Піска до ритму, композиції та гармонії. Як співак, гітарист та автор пісень, Клемен Піск разом із своїм акустичним джазовим гуртом «Žabjak bend» записав два альбоми та виступав з концертами по всій Словенії, а також за кордоном — у Франкфурті, Варшаві, Кракові, Гданську, Празі, Брно, Вільнюсі, Гельсінкі, Дубровнику, Сараєво, Клангенфурті та ін.

### Дискографія
- 2001: Doktor piska počasni sving, Novo mesto: Goga.
- 2004: Aristokrat, Novo mesto: Goga.